# Morphométrie
La morphométrie est l'étude et l'analyse de la géométrie d'objets ou d'organes. C'est la partie de la biométrie qui s'intéresse aux formes. Elle repose en particulier sur une approche statistique.

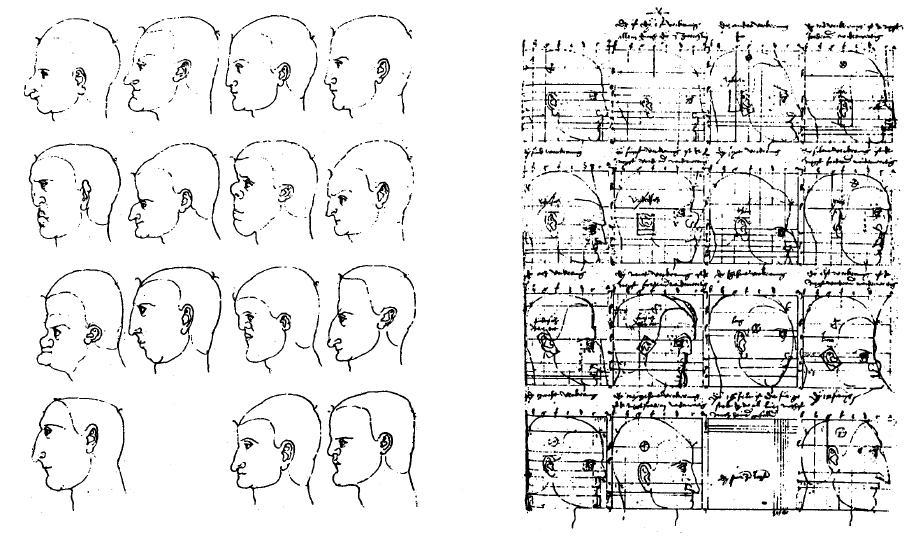
Étude de Dürer sur les proportions du visage.

## Origines
Les premières utilisations du concept de morphométrie sont dues à deux statisticiens : David G. Kendall et Fred L. Bookstein à la fin des années 1970. Ils étudièrent la variation des formes sur des cellules et des animaux. Leurs travaux ont été inspirés par des analyses du peintre Albrecht Dürer et les recherches du botaniste D'Arcy Wentworth Thompson (1860-1948). 
Dürer avait étudié l'influence de la géométrie des différentes parties du visage humain et l'impression qui en découle.
D'Arcy Wentworth Thompson, auteur de On Growth and Form en 1917, se pencha en particulier sur la description au moyen de transformations mathématiques des différences entre animaux proches.

## Principes
La morphométrie permet de décrire quantitativement un concept a priori vague : celui de formes générales dans un objet. Il existe deux approches permettant de définir la morphométrie d'un objet :
- l'approche par contours ;
- l'approche par points d'intérêts (landmarks en anglais).

La première approche a été relativement peu employée.
L'approche par points d'intérêts consiste à dégager des points de référence dans un objet. Ce choix est défini en fonction de l'étude et du but poursuivi. Il peut s'agir des extrémités des lobes d'une feuille, de points remarquables tels que les coins des yeux et des lèvres dans un visage, du croisement de droites formées par des points,... Les coordonnées des points d'intérêt sont relevées en 3D par numérisation ou pointeur laser.
Des techniques telles que le passage aux coordonnées de Bookstein ou le calcul de la distance procrustéenne permettent de s'affranchir des effets d'échelle entre les sujets et d'obtenir une description sans a priori des formes étudiées ou de comparer deux objets de la même classe.

## Applications
L'une des utilisations les plus connues de la morphométrie est la description au moyen d'une grille déformée par des splines de la transition entre un crâne d'Homo sapiens et un crâne d'Homme de Néanderthal.
La morphométrie est également utilisée dans des domaines tels que l'anthropologie, la botanique, la zoologie, l'archéologie, le contrôle de fabrication ou l'hydrologie : la morphométrie du méandre est un des paramètres qui permet d'établir un modèle statistique de l'instabilité latérale des méandres à une échelle définie (régionale, départementale, etc.).